# Luca Gasparotto
Luca Gasparotto (Ajax (Ontario), 3 september 1995) is een Canadees voetballer die momenteel uitkomt voor Falkirk FC. Naast de Canadese nationaliteit beschikt Gasparotto ook over de Italiaanse nationaliteit. In het seizoen 2012/2013 maakte hij zijn debuut voor Rangers FC. Het seizoen daarop werd hij verhuurd aan Stirling Albion FC. Na periodes bij Falkirk en Greenock Morton kwam hij in 2018 eventjes zonder club te zitten, maar vertrok in 2019 naar York 9 FC in de Canadian Premier League.
Naast Rangers FC speelde Gasparotto ook voor verschillende Canadese vertegenwoordigende jeugdelftallen.